# NGC 5436
NGC 5436 في الفهرس العام الجديد، هي مجرة، تقع في كوكبة العواء. اكتشفت في 28 يونيو 1883 بواسطة فيلهلم تمبل.

## روابط خارجية
- NGC 5436 على موقع ويكي سكاي: DSS2, SDSS, GALEX, IRAS, Hydrogen α, X-Ray, Astrophoto, Sky Map, Articles and images